# Löwenströmska trädgården

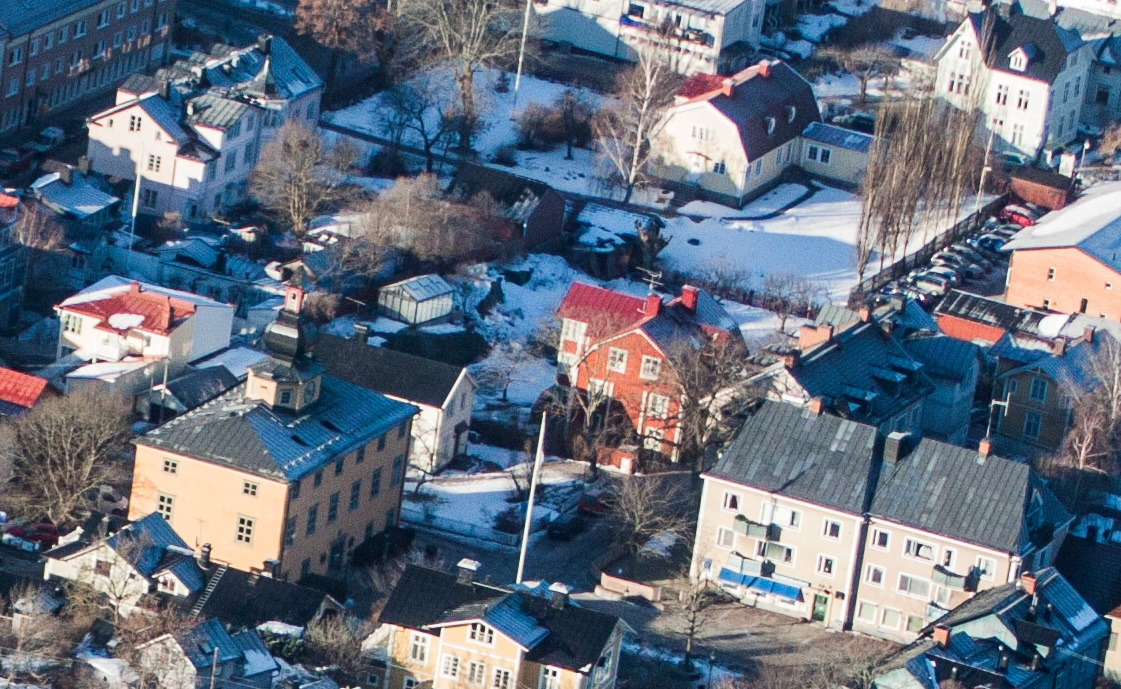
Löwenströmska trädgården från luften

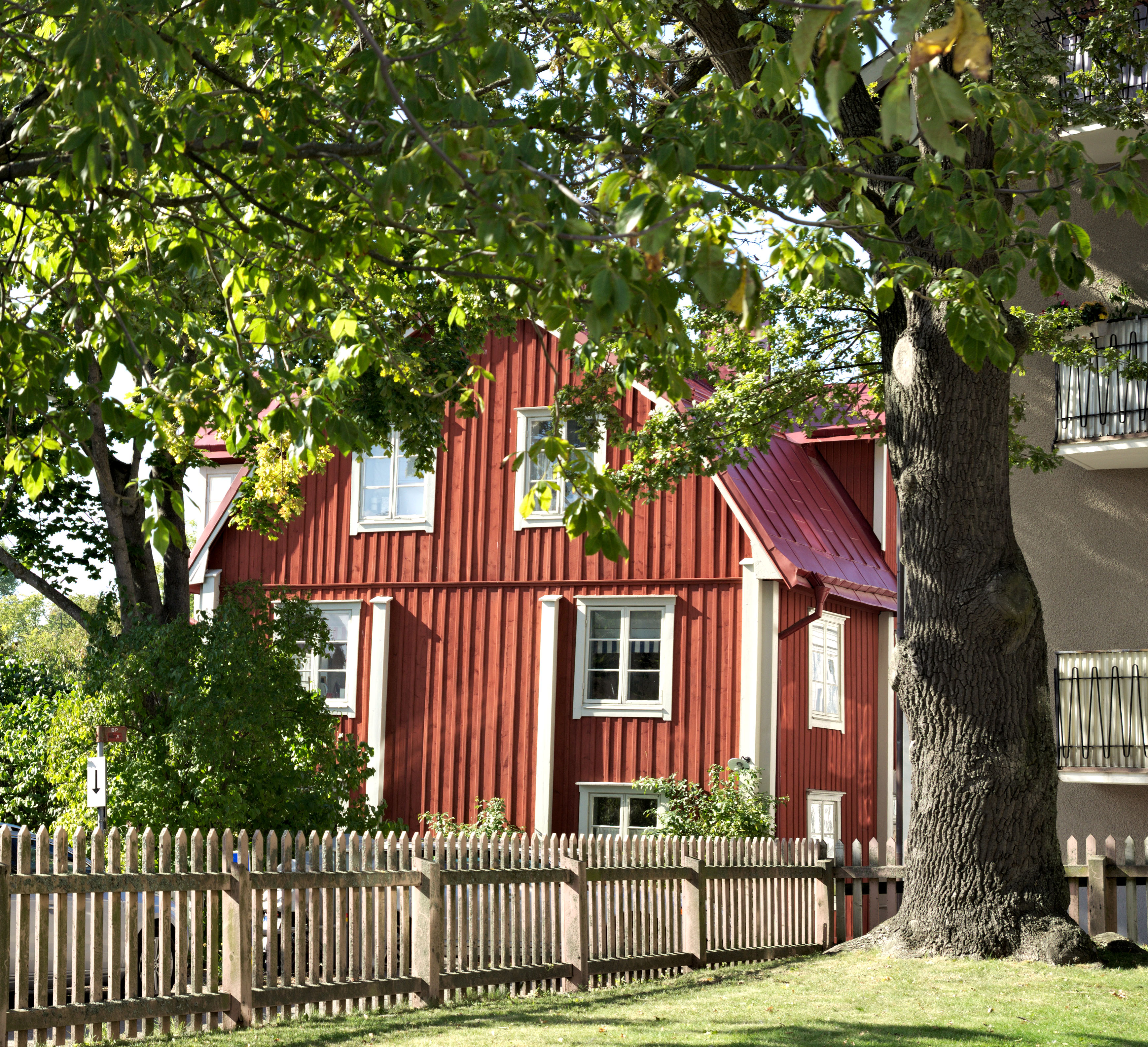
Löwenströmska trädgården från Torggatan

Löwenströmska trädgården är en svensk tidigare handelsträdgård i Vaxholm, som numera är ett byggnadsminne.  
Trädgården, som ligger på de två fastigheterna Vega 10 och Vega 11 bildar en kulturhistorisk enhet och representerar de stadsträdgårdsmästerier, som i äldre tider funnits inne i städerna. Tomten finns belagd sedan 1690-talet och var redan från början en av de största i staden. På fastigheten finns utmed Torggatan en byggnad från 1776, Tomten ägdes från 1830-talet av en trädgårdsmästare. Trädgårdens struktur med gångar och odlingskvarter kan vara anlagd på 1700-talet, liksom en del av trädgårdens växtmaterial.
På tomten finns bland annat ett bostadshus klätt i röd träpanel i tre våningar, ett sommarhus samt ett garage med förråd. 
Trädgården har sitt namn efter Maria Löwenström, som tog över en tidigare handelsträdgård 1922. Inför hot om nybebyggelse bildades 1992 arbetsgruppen Löwenströmska trädgårdens vänner, vilken 1995 ansökte hos länsstyrelsen om att trädgården skulle bli byggnadsminne.. Den blev byggnadsminne år 2000.